# Малена
Малена (итал. Malèna) је романтична драма италијанског режисера Ђузепеа Торнатореа из 2000. у којој главне улоге играју Моника Белучи и Ђузепе Сулфаро.

## Радња
Ренато Аморосо је тринаестогодишњак који открива свет сексуалних фантазија, заљубљен је у прелепу мештанку, Малену Скордију. Малена је удата, муж јој је на фронту, а њена посебна лепота и привлачност изазивају злобу и пакост мештана који распредају трачеве о њој. Њена индиферентност и невољност да ишта каже у своју одбрану потиче провинцијални миље на најгору осуду. Ренато све посматра, саосећа и прати Малену, сва понижења, муку и неправду кроз коју пролази. 

## Улоге
| Глумац             | Улога                |
| ------------------ | -------------------- |
| Моника Белучи      | Малена Скордија      |
| Ђузепе Сулфаро     | Ренато Аморосо       |
| Лучано Федерико    | Ренатов отац         |
| Матилде Пјана      | Ренатова мајка       |
| Пјетро Нотаријани  | професор Бонсињоре   |
| Гаетано Ароника    | Нино Скордија        |
| Ђилберто Идонеа    | адвокат Кенторби     |
| Анђело Пелегрино   | лидер партије        |
| Габријела ди Луцио | Мантенута дел Бароне |